# 周生賢
周生賢（1949年12月—），寧夏同心人，高级经济师，曾任中华人民共和国环境保护部正式建部后的首任部长。中共第十六届中央候补委员，十七届、十八届中央委员。

## 生平
1968年7月，周生贤毕业于吴忠师范学校。1972年加入中国共产党。
歷任宁夏同心县韦州中学教员，同心县副县长，中共同心县委书记，宁夏西吉县委书记，宁夏回族自治区人民政府副秘书长、秘书长，寧夏回族自治區党委常委，自治区人民政府副主席，國家林業局副局長、黨組副書記、局長、黨組書記。2005年12月任国家環保總局局長。2008年3月出任新组建的環境保護部部長兼黨組書記。2015年1月不再担任环保部党组书记职务。2015年2月卸任环保部部长职务。同月，全国政协十二届全国委员会常务委员会第九次会议决定增补周生贤为全国政协第十二届全国委员会委员、全国政协人口资源环境委员会副主任。

## 家族
- 儿子：周少舟，1972年10月生，曾担任国家林业局经济发展研究中心体制改革室副主任、主任，中共浙江临安市委副书记（挂职），国家林业局经济发展研究中心副主任、高级工程师，国家林业局驻武汉森林资源监督专员办事处专员。
- 女儿：周颖瑞，任职于国家林业局。
- 女婿：何乐观，任职于国家林业局。
- 外甥女：白洁，其名下的绿动元公司代理审批企业环保证书。